# Kholodni Kliutx (Udmúrtia)
|  | Per a altres significats, vegeu «Kholodni Kliutx». |

Kholodni Kliutx (en rus: Холодный Ключ) és un poble d'Udmúrtia, a Rússia, el 2008 tenia 5 habitants. Pertany al raion d'Alnaixi.